# 磯葛島

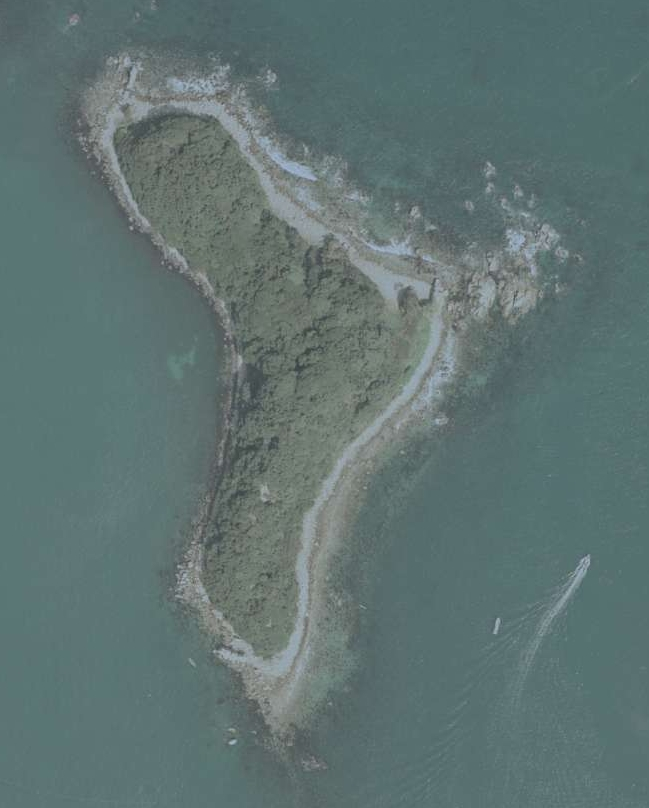

磯葛島（いそかづらとう）は、京都府舞鶴市に存在する島である。

## 概要
若狭湾の舞鶴市の大浦半島の沖合に位置し、沖葛島と並んでいる。
遥か昔には「葛嶋神」が祀られていたという。
晴れた日に、小橋（おばせ）の海岸から沖合に並んで見えるアンジャ島・磯葛島・沖葛島は、すばらしい景勝を見せてくれる。
周囲には、地元漁協の定置網が設置してあるほか、沖釣り・船釣り、スキューバダイビング、シュノーケリングのメッカでもある。

## 所在地
- 緯度経度：北緯35度34分33.5秒 東経135度23分40.3秒 / 北緯35.575972度 東経135.394528度
- 郵便番号：625-0154
- 住所：京都府舞鶴市小橋